# 杨湛 (隋朝)
杨湛（6世纪—618年），隋文帝孙，秦王杨俊庶子，杨浩弟。
杨湛父秦王杨俊因被正室崔妃下毒而得病，于600年身故。崔妃因而被废杀。群臣认为母亲有罪，则儿子也有罪，于是崔妃所生的杨浩及生母获罪的杨湛都被取消了继承权，不得为父主丧，导致秦王身后只能由王府官员主丧，且无人承嗣。
604年，杨俊的二哥隋炀帝登基，才重新封杨浩为秦王，杨湛为济北侯。史载杨湛“骁果，有胆烈”。大业初年，杨湛被任为荥阳太守。后左翊卫大将军宇文述讨伐作乱的杨玄感时到河阳和时任河阳都尉的杨浩有来往，有司弹劾杨浩交通内臣，杨浩因而获罪被免，杨湛也受到连累被免。
后宇文化及弑隋炀帝，立杨浩为傀儡皇帝，后为了自己称帝而毒杀杨浩，并杀杨湛。